# Rue de l'Architecte-Rossi
La rue de l'Architecte-Rossi (russe : улица Зо́дчего Ро́сси, oulitsa Zodtchego Rossi), appelée jusqu'en 1923 rue du Théâtre (russe : Театральная улица, Teatralnaïa oulitsa) est une voie dans le district central de Saint-Pétersbourg, portant le nom de son concepteur, l'architecte italien Carlo Rossi. Elle mène du théâtre Alexandra à la place Lomonosov et se compose de cinq bâtiments, construits selon un projet avec une seule façade, il semble donc qu'il y ait un bâtiment de chaque côté de la rue. La sévérité des formes architecturales des façades souligne la majesté et la splendeur du bâtiment du théâtre. Conçue pour être une " rue parfaite", la rue est unique pour son adhésion exacte aux anciens canons - sa largeur est égale à la hauteur de ses bâtiments (22 mètres), et sa longueur est exactement dix fois supérieure - 220 mètres.

## Histoire

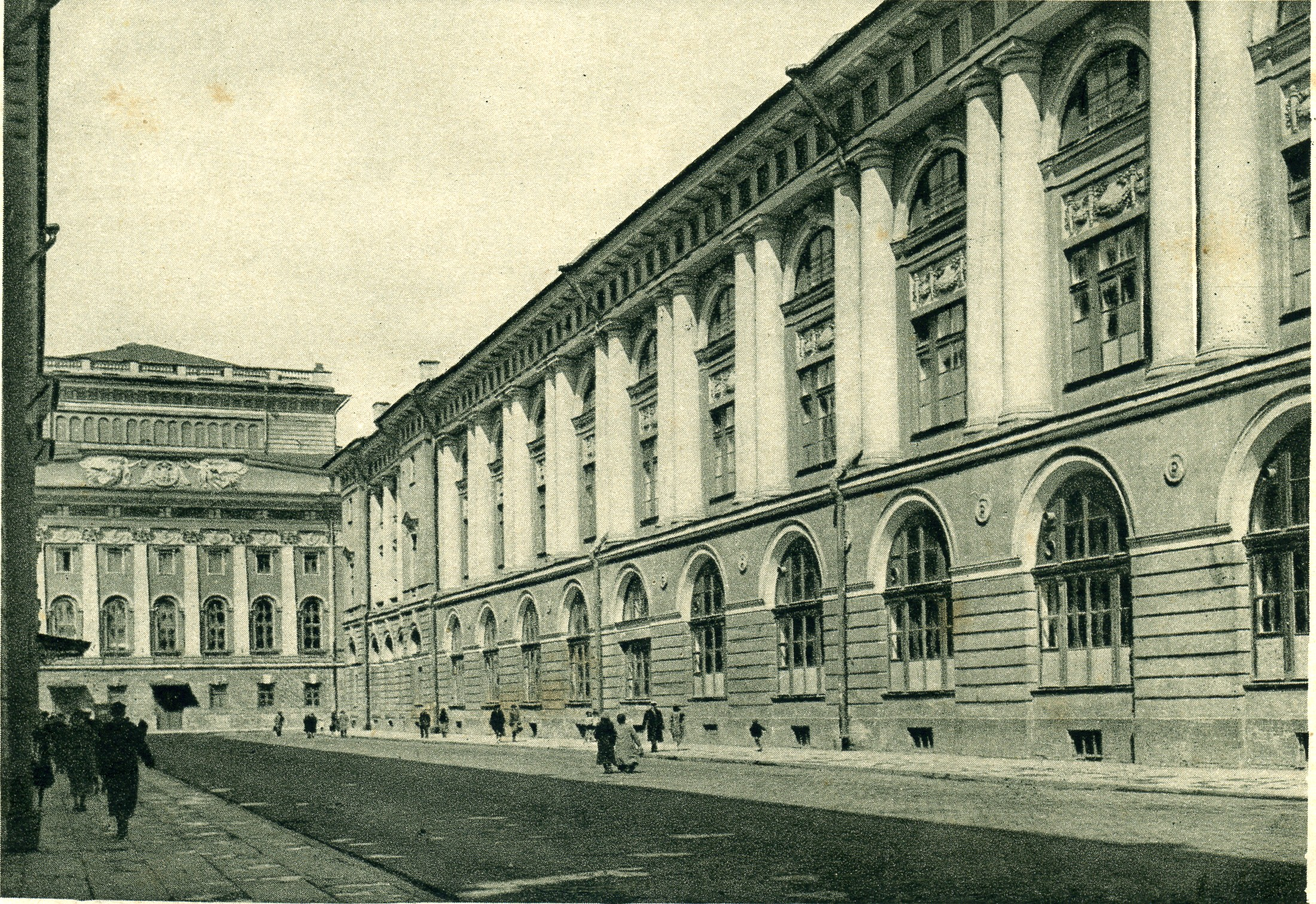
La rue de l'Architecte-Rossi sur une carte postale ancienne

Au milieu du XVIIIe siècle, l'endroit était occupé par des bâtiments à cour et des jardins du palais Vorontsov et du palais Anichkov. A la fin du XVIIIe siècle, une partie des terrains est vendue aux fins de lotissement pour des particuliers. Les travaux de conception pour la reconstruction de la zone ont été commencés en 1816 par le Comité des bâtiments et des travaux hydrauliques. En 1827, une commission spéciale du Cabinet de Sa Majesté Impériale a évalué les sites.
L'ensemble moderne de la rue de l'Architecte-Rossi a été formé en 1828-1834 selon le projet de Carlo Rossi (pour lequel la rue a reçu son nom moderne en 1923).
La maison du numéro 1/3 était à l'origine censée accueillir des établissements d'enseignement militaire. Cependant, à la fin, le ministère de l'Instruction publique et le ministère de l'Intérieur y ont été localisés.
De l'autre côté de la rue se trouve la maison n° 2, qui a été construite à l'origine comme un département rentable de l'héritage du ministère de la Cour impériale. À une certaine époque, au rez-de-chaussée, il y avait des magasins de marchands Deiter, Kolpakov, Nizovsky, des usines de porcelaine, de verre et de papier. Un hôtel et des logements ont été aménagés aux deuxième et troisième étages. Compte tenu des protestations des marchands de Gostiny Dvor, qui se tournèrent vers Nicolas Ier avec une pétition pour les protéger de la concurrence, en 1836, l'ordre impérial fut reçu pour transférer le bâtiment à la Direction des théâtres impériaux. Après avoir changé la façade (les arcades ont été posées, les arches ont été transformées en niches de fenêtres) et les intérieurs, conçus par l'architecte A.K. Kavos, l'école impériale de théâtre de Saint-Pétersbourg (aujourd'hui l'Académie Vaganova du ballet russe) s'y est installée. Grâce à cela, la Maison n°2 est devenue l'un des centres de la vie théâtrale de Saint-Pétersbourg. Pendant longtemps, jusqu'en 1917, la Direction des théâtres impériaux était située dans la partie du bâtiment adjacente à la place Ostrovsky, dont les locaux étaient occupés en 1918 par le Musée des arts musicaux et théâtraux de Saint-Pétersbourg, toujours existant aujourd'hui. Cette partie du bâtiment abrite également aujourd'hui la bibliothèque du théâtre de Saint-Pétersbourg - une collection unique de documents sur l'histoire de l'art théâtral dans le monde. Au milieu du bâtiment se trouve la bibliothèque musicale du théâtre Mariinsky, fondée au début du XIXe siècle. Dans la partie de la maison adjacente à la place Lomonosov, une église orthodoxe au nom de la Sainte Trinité a été restaurée en 1998. Le temple a été fondé en 1806 et était l'église principale de l'école de théâtre et de la Direction des théâtres. Le temple fonctionne, l'entrée est possible par les locaux de l'Académie du ballet russe nommé d'après A. JE. Vaganova.
Dans les cours, il y a des bâtiments construits par d'autres architectes. Ainsi en 1890-1891, dans la cour de la maison numéro 2, conçue par l'architecte A. R. Geshwenda un entrepôt fixe pour la troupe de ballet de la direction des théâtres impériaux a été construit.

## La rue de nos jours
En 1999, le Comité municipal d'urbanisme et d'architecture a organisé un concours de projets pour l'amélioration de la rue de l'Architecte-Rossi et de la place Ostrovsky. À la suite des travaux d'amélioration de cette partie de la ville selon le projet "Atelier d'architecture - TROIS", les trottoirs de la rue ont été pavés de dalles de granit gris et rouge. Les entrées aux portes de la rue s'effectuent le long de rampes inclinées spéciales, constituées de blocs de pierre .
Fin 2007, il est devenu connu que sur le bâtiment de l'Académie Vaganova, des greniers peuvent apparaître. Bien que tout travail de construction, à l'exception de la restauration et de la restauration, soit légalement interdit sur les monuments architecturaux, les autorités de la ville affirment que le grenier est légal et ne changera pas la configuration de la toiture et l'aspect général du bâtiment.

En 2007, le gouvernement de la ville a prévu de libérer la rue des locataires. La même année, l'administration des tramways et des trolleybus a quitté le bâtiment qu'elle occupait dans la rue.

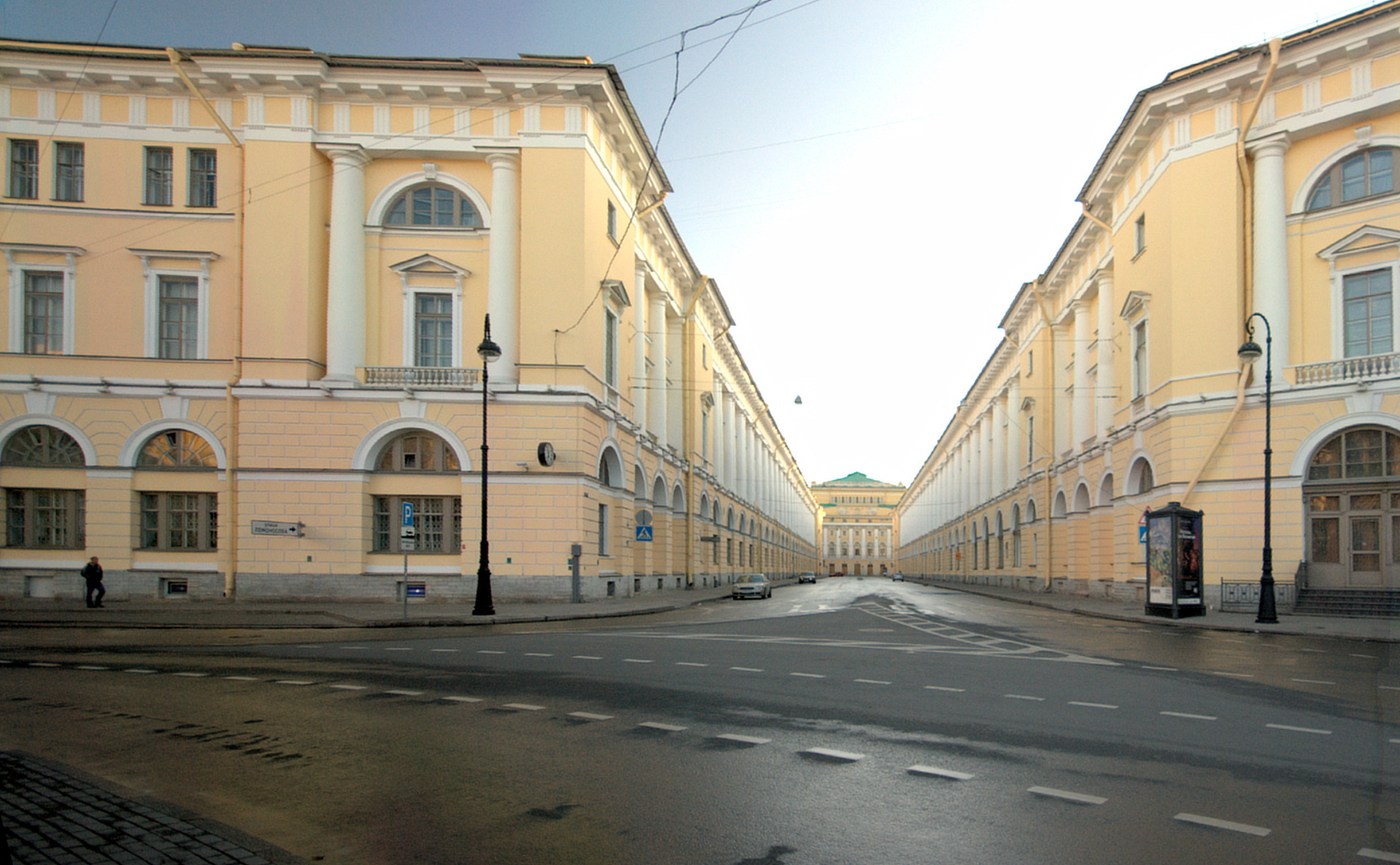
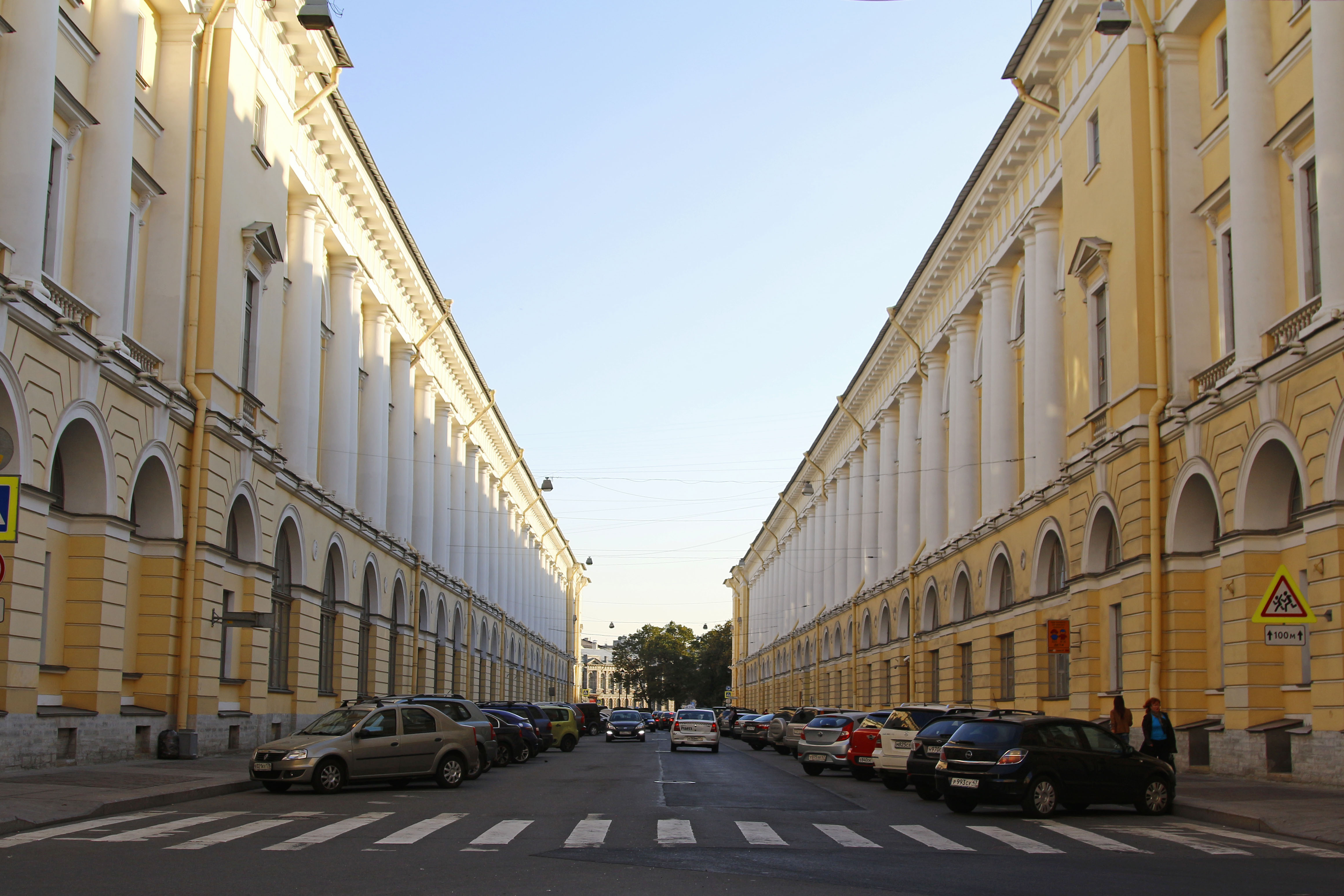
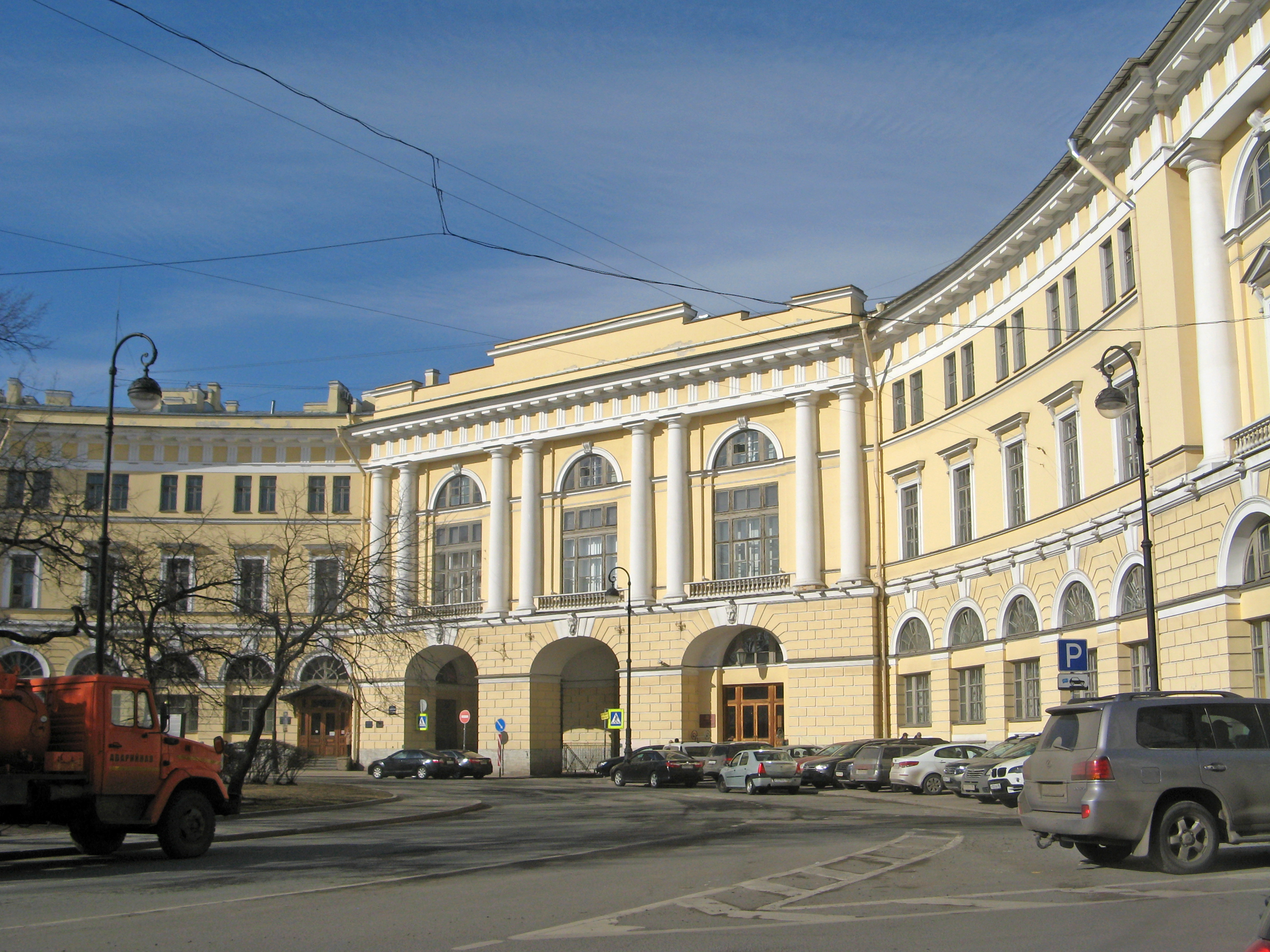
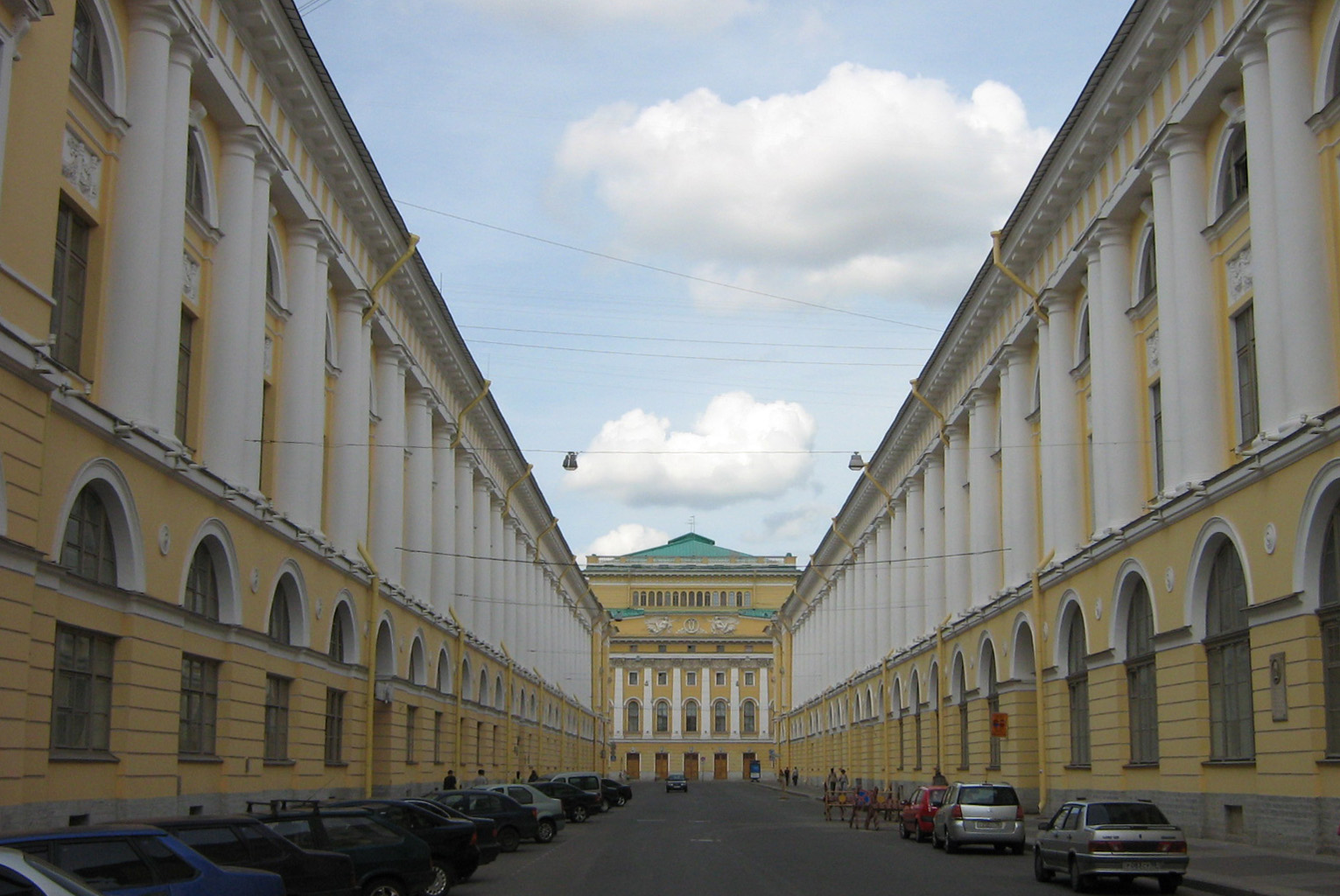